# Campeonato Mundial de Atletismo de 1991
Campeonato Mundial de Atletismo de 1991 foi a terceira edição do campeonato mundial do esporte, e a última edição quadrienal, realizada na cidade de Tóquio, Japão, sob os auspícios da IAAF, entre 23 de agosto e 1 de setembro de 1991. As competições,  que tiveram lugar no Estádio Olímpico de Tóquio, contaram com a presença de 1 517 atletas de 167 nações. Este evento global foi o primeiro com a participação da Alemanha reunificada após a Queda do Muro de Berlim e a última com a participação da União Soviética, que a partir daí se fragmentaria em várias repúblicas.
O Mundial viu a quebra de três recordes mundiais, todos conquistados pelos Estados Unidos, e dez recordes do campeonato. O soviético Sergei Bubka e o norte-americano Greg Foster tornaram-se tricampeões mundiais no salto com vara e nos 110 m c/ barreiras. Mas ele é mais lembrado pelo duelo no salto em distância entre os norte-americanos Mike Powell e Carl Lewis, salto a salto, onde sete dos maiores saltos da história foram registrados e ao final Powell quebrou o recorde de Bob Beamon, conquistado nas alturas da Cidade do México 1968  três décadas antes e considerado praticamente insuperável, estabelecendo a nova marca de 8,95 m. Lewis, por sua vez, quebraria dois recordes mundiais, nos 100 m rasos e integrando o revezamento 4x100 metros. O mundo lusófono conseguiu apenas uma medalha, de prata com Zequinha Barbosa nos 800 metros, a segunda do brasileiro em Mundiais após o bronze da edição anterior em Roma.
A partir desta edição, o Campeonato Mundial de Atletismo passou a ser realizado a cada dois anos, sempre nos anos anteriores e posteriores aos dos Jogos Olímpicos.

## Local
As competições oram realizadas no Estádio Olímpico de Tóquio (Kokuritsu kyōgijō), construído em 1958, e sede da abertura, encerramento e atletismo dos Jogos Olímpicos de 1964. Com oficialmente 57 mil lugares – 48 mil deles sentados – o Mundial de 1991 foi um dos últimos grandes eventos internacionais realizados nele. O estádio foi demolido em 2015 e em seu lugar está sendo construído um novo estádio novo, com capacidade para 80 mil espectadores, que será o local do atletismo e das cerimônias oficiais dos Jogos Olímpicos de Tóquio 2020.

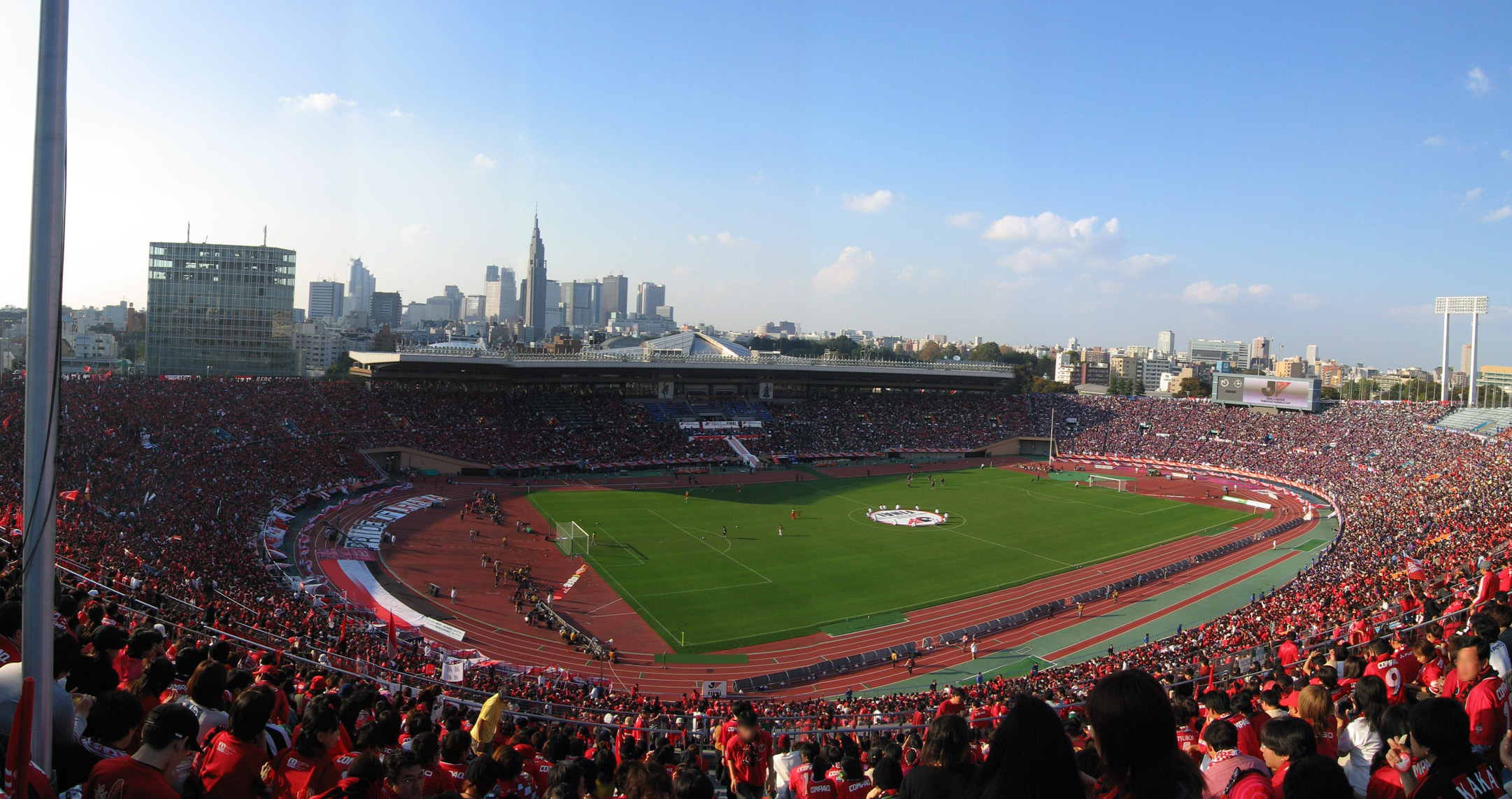
O antigo Estádio Olímpico, construído para os Jogos de Tóquio 1964 e utilizado para o Mundial de 1991.

## Recordes
Três recordes mundiais foram quebrados neste evento, todos por atletas norte-americanos, nos 100 m rasos, 4x100 m masculino e no salto em distância, o mais lembrado deles, depois de um longo duelo entre Carl Lewis e Mike Powell, que superou ao final uma marca olímpica e mundial épica, conquistada por outro americano, Bob Beamon, na altitude da Cidade do México durante os Jogos Olímpicos de 1968, trinta e um anos antes – 8,90 m. O nível técnico da prova foi tão alto que Lewis, que ficou com a medalha prata, também ultrapassou a marca de Beamon, saltando 8,91 m. Especialistas consideram esta uma das maiores disputas de toda a história dos esportes. O ucraniano Sergei Bubka, então competindo pela URSS, quebrou novamente o recorde do campeonato no salto com vara, conquistando sua terceira medalha de ouro consecutiva em campeonatos mundiais, oito anos depois de sua primeira vitória em Helsinque 1983 aos 20 anos de idade.
| Recorde               | Modalidade              | Atleta             | País                                        | Marca    | Anterior               |
| Recorde mundial       | 100 metros rasos        | Carl Lewis         | Estados Unidos                              | 9.86     | 9.90 (1991)            |
| Recorde mundial       | 4x100 m rasos masculino | Estados Unidos     | Estados Unidos                              | 37,50 m  | 37.67 (1991)           |
| Recorde mundial       | salto em distância      | Mike Powell        | Estados Unidos                              | 8,95 m   | 8,90 m (1968)          |
| Recorde do campeonato | 200 m rasos             | Michael Johnson    | Estados Unidos                              | 20.01    | 20.14 – Helsinque 1983 |
| Recorde do campeonato | 1500 m                  | Noureddine Morceli | Argélia                                     | 3:32.84  | 3:36.80 – Roma 1987    |
| Recorde do campeonato | 5000 m                  | Yobes Ondieki      | Quénia                                      | 13:14.45 | 13:26.44 – Roma 1987   |
| Recorde do campeonato | marcha 20 km            | Maurizio Damilano  | Itália                                      | 1:19:37  | 1:20:45 – Roma 1987    |
| Recorde do campeonato | salto em altura         | Charles Austin     | Estados Unidos                              | 2,38 m   | =2,38 m – Roma 1987    |
| Recorde do campeonato | salto com vara          | Sergei Bubka       | União das Repúblicas Socialistas Soviéticas | 5,95 m   | 5,85 m – Roma 1987     |
| Recorde do campeonato | decatlo                 | Dan O'Brien        | Estados Unidos                              | 8812 pts | 8680 pts – Roma 1987   |
| Recorde do campeonato | 400 m c/ barreiras      | Tatyana Ledovskaya | União das Repúblicas Socialistas Soviéticas | 53.11    | 53.62 – Roma 1987      |
| Recorde do campeonato | marcha 10 km            | Alina Ivanova      | União das Repúblicas Socialistas Soviéticas | 42:57    | 44:12 – Roma 1987      |
| Recorde do campeonato | 4x400 m rasos feminino  | União Soviética    | União das Repúblicas Socialistas Soviéticas | 3:18.43  | 3:18.63 – Roma 1987    |

## Quadro de medalhas
| Posição | País            | Ouro | Prata | Bronze | Total |
| 1       | Estados Unidos  | 10   | 8     | 8      | 26    |
| 2       | União Soviética | 9    | 9     | 11     | 29    |
| 3       | Alemanha        | 5    | 4     | 8      | 17    |
| 4       | Quênia          | 4    | 3     | 1      | 8     |
| 5       | Grã-Bretanha    | 2    | 2     | 3      | 7     |
| 6       | China           | 2    | 1     | 1      | 4     |
| 7       | Argélia         | 2    |       | 1      | 3     |
| 8       | Jamaica         | 1    | 1     | 3      | 5     |
| 9       | Finlândia       | 1    | 1     | 1      | 3     |
| 10      | França          | 1    | 1     |        | 2     |
|         | Japão           | 1    | 1     |        | 2     |
| 12      | Bulgária        | 1    |       |        | 1     |
|         | Itália          | 1    |       |        | 1     |
|         | Polónia         | 1    |       |        | 1     |
|         | Suíça           | 1    |       |        | 1     |
|         | Zâmbia          | 1    |       |        | 1     |
| 17      | Cuba            |      | 2     |        | 2     |
| 18      | Canadá          |      | 1     | 1      | 2     |
|         | Hungria         |      | 1     | 1      | 2     |
|         | Roménia         |      | 1     | 1      | 2     |
| 21      | Brasil          |      | 1     |        | 1     |
|         | Djibuti         |      | 1     |        | 1     |
|         | Etiópia         |      | 1     |        | 1     |
|         | Namíbia         |      | 1     |        | 1     |
|         | Países Baixos   |      | 1     |        | 1     |
|         | Noruega         |      | 1     |        | 1     |
|         | Suécia          |      | 1     |        | 1     |
| 28      | Marrocos        |      |       | 2      | 2     |
| 29      | Espanha         |      |       | 1      | 1     |

## Medalhistas

#### Masculino
| Evento                | Ouro                                                                        | Ouro     | Prata                                                                               | Prata    | Bronze                                                                           | Bronze   |
| 100 m                 | Carl Lewis · Estados Unidos                                                 | 9.86     | Leroy Burrell · Estados Unidos                                                      | 9.88     | Dennis Mitchell · Estados Unidos                                                 | 9.91     |
| 200 m                 | Michael Johnson · Estados Unidos                                            | 20.01    | Frankie Fredericks · Namíbia                                                        | 20.34    | Atlee Mahorn · Canadá                                                            | 20.49    |
| 400 m                 | Antonio Pettigrew · Estados Unidos                                          | 44.57    | Roger Black · Reino Unido                                                           | 44.62    | Danny Everett · Estados Unidos                                                   | 44.63    |
| 800 m                 | Billy Konchellah · Quênia                                                   | 1:43:99  | José Luiz Barbosa · Brasil                                                          | 1:44:24  | Mark Everett · Estados Unidos                                                    | 1:44:67  |
| 1500 m                | Noureddine Morceli · Argélia                                                | 3:32:84  | Wilfred Kirochi · Quênia                                                            | 3:34:84  | Hauke Fuhlbrügge · Alemanha                                                      | 3:35:28  |
| 5000 m                | Yobes Ondieki · Quênia                                                      | 13:14:45 | Fita Bayisa · Etiópia                                                               | 13:16:64 | Brahim Boutayeb · Marrocos                                                       | 13:22:70 |
| 10000 m               | Moses Tanui · Quênia                                                        | 27:38:74 | Richard Chelimo · Quênia                                                            | 27:39:41 | Khalid Skah · Marrocos                                                           | 27:41:74 |
| Maratona              | Hiromi Taniguchi · Japão                                                    | 2:14:57  | Ahmed Salah · Djibuti                                                               | 2:15:26  | Steve Spence · Estados Unidos                                                    | 2:15:36  |
| 110 m c/ barreiras    | Greg Foster · Estados Unidos                                                | 13.06    | Jack Pierce · Estados Unidos                                                        | 13.06    | Tony Jarrett · Reino Unido                                                       | 13.25    |
| 400 m c/ barreiras    | Samuel Matete · Zâmbia                                                      | 47.64    | Winthrop Graham · Jamaica                                                           | 47.74    | Kriss Akabusi · Reino Unido                                                      | 47.86    |
| 3000 m c/ obstáculos  | Moses Kiptanui · Quênia                                                     | 8:12:59  | Patrick Sang · Quênia                                                               | 8:13:44  | Azzedine Brahmi · Argélia                                                        | 8:15:54  |
| marcha 20 km          | Maurizio Damilano · Itália                                                  | 1:19:37  | Mikhail Shchennikov · União Soviética                                               | 1:19:46  | Yevgeniy Misyulya · União Soviética                                              | 1:20:22  |
| marcha 50 km          | Aleksandr Potashov · União Soviética                                        | 3:53:09  | Andrey Perlov · União Soviética                                                     | 3:53:09  | Hartwig Gauder · Alemanha                                                        | 3:55:14  |
| 4x100 m               | Estados Unidos · Andre Cason · Leroy Burrell · Dennis Mitchell · Carl Lewis | 37.50    | França · Max Morinière · Daniel Sangouma · Jean-Charles Trouabal · Bruno Marie-Rose | 37.87    | Grã-Bretanha · Tony Jarrett · John Regis · Darren Braithwaite · Linford Christie | 38.09    |
| 4x400 m               | Grã-Bretanha · Roger Black · Derek Redmond · John Regis · Kriss Akabusi     | 2:57.53  | Estados Unidos · Andrew Valmon · Quincy Watts · Danny Everett · Antonio Pettigrew   | 2:57.57  | Jamaica · Patrick O'Connor · Devon Morris · Winthrop Graham · Seymour Fagan      | 3:00.10  |
| Salto em distância    | Mike Powell · Estados Unidos                                                | 8.95     | Carl Lewis · Estados Unidos                                                         | 8.91     | Larry Myricks · Estados Unidos                                                   | 8.42     |
| Salto Triplo          | Kenny Harrison · Estados Unidos                                             | 17.78    | Leonid Voloshin · União Soviética                                                   | 17.75    | Mike Conley · Estados Unidos                                                     | 17.62    |
| Salto em altura       | Charles Austin · Estados Unidos                                             | 2.38     | Javier Sotomayor · Cuba                                                             | 2.36     | Hollis Conway · Estados Unidos                                                   | 2.36     |
| Salto com vara        | Sergey Bubka · União Soviética                                              | 5.95     | István Bagyula · Hungria                                                            | 5.90     | Maksim Tarasov · União Soviética                                                 | 5.85     |
| Arremesso de peso     | Werner Günthör · Suíça                                                      | 21.67    | Lars Arvid Nilsen · Noruega                                                         | 20.75    | Aleksandr Klimenko · União Soviética                                             | 20.34    |
| Lançamento de disco   | Lars Riedel · Alemanha                                                      | 66.20    | Erik de Bruin · Países Baixos                                                       | 65.82    | Attila Horváth · Hungria                                                         | 65.32    |
| Lançamento do martelo | Yuriy Sedykh · União Soviética                                              | 81.70    | Igor Astapkovich · União Soviética                                                  | 80.94    | Heinz Weis · Alemanha                                                            | 80.44    |
| Lançamento de dardo   | Kimmo Kinnunen · Finlândia                                                  | 90.82    | Seppo Räty · Finlândia                                                              | 88.12    | Vladimir Sasimovich · União Soviética                                            | 87.08    |
| Decatlo               | Dan O'Brien · Estados Unidos                                                | 8812     | Mike Smith · Canadá                                                                 | 8549     | Christian Schenk · Alemanha                                                      | 8394     |

#### Feminino
| Evento              | Ouro                                                                                       | Ouro     | Prata                                                                                       | Prata      | Bronze                                                                     | Bronze   |
| 100 m               | Katrin Krabbe · Alemanha                                                                   | 10.99    | Gwen Torrence · Estados Unidos                                                              | 11.03      | Merlene Ottey · Jamaica                                                    | 11.06    |
| 200 m               | Katrin Krabbe · Alemanha                                                                   | 22.09    | Gwen Torrence · Estados Unidos                                                              | 22.16      | Merlene Ottey · Jamaica                                                    | 22.21    |
| 400 m               | Marie-José Perec · França                                                                  | 49.13    | Grit Breuer · Alemanha                                                                      | 49.42      | Sandra Myers · Espanha                                                     | 49.78    |
| 800 m               | Liliya Nurutdinova · União Soviética                                                       | 1:57.50  | Ana Fidelia Quirot · Cuba                                                                   | 1:57.55    | Ella Kovacs · Roménia                                                      | 1:57.58  |
| 1500 m              | Hassiba Boulmerka · Argélia                                                                | 4:02.21  | Tatyana Dorovskikh · União Soviética                                                        | 4:02.58    | Lyudmila Rogachova · União Soviética                                       | 4:02.72  |
| 3000 m              | Tatyana Dorovskikh · União Soviética                                                       | 8:35.82  | Yelena Romanova · União Soviética                                                           | 8:36.06    | Susan Sirma · Quênia                                                       | 8:39.41  |
| 10000 m             | Liz McColgan · Reino Unido                                                                 | 31:14.31 | Zhong Huandi · China                                                                        | 31:35.08   | Wang Xiuting · China                                                       | 31:35.99 |
| Maratona            | Wanda Panfil · Polónia                                                                     | 2:29:53  | Sachiko Yamashita · Japão                                                                   | 2:29:57    | Katrin Dörre · Alemanha                                                    | 2:30:10  |
| 100 m c/ barreiras  | Ludmila Narozhilenko · União Soviética                                                     | 12.59    | Gail Devers · Estados Unidos                                                                | 12.63      | Natalya Grigoryeva · União Soviética                                       | 12.69    |
| 400 m c/ barreiras  | Tatyana Ledovskaya · União Soviética                                                       | 53.11    | Sally Gunnell · Reino Unido                                                                 | 53.16 (NR) | Janeene Vickers · Estados Unidos                                           | 53.47    |
| marcha 10 km        | Alina Ivanova · União Soviética                                                            | 42:57    | Madelein Svensson · Suécia                                                                  | 43:13      | Sari Essayah · Finlândia                                                   | 43:13    |
| 4x100 m             | Jamaica · Dahlia Duhaney · Juliet Cuthbert · Beverly McDonald · Merlene Ottey              | 41.94    | União Soviética · Natalya Kovtun · Galina Malchugina · Yelena Vinogradova · Irina Privalova | 42.20      | Alemanha · Grit Breuer · Katrin Krabbe · Sabine Richter · Heike Drechsler  | 42.33    |
| 4x400 m             | União Soviética · Tatyana Ledovskaya · Lyudmila Dzhigalova · Olga Nazarova · Olga Bryzgina | 3:18.43  | Estados Unidos · Rochelle Stevens · Diane Dixon · Jearl Miles · Lillie Leatherwood          | 3:20.15    | Alemanha · Uta Rohländer · Katrin Krabbe · Christine Wachtel · Grit Breuer | 3:21.25  |
| Salto em altura     | Heike Henkel · Alemanha                                                                    | 2.05     | Yelena Yelesina · União Soviética                                                           | 1.98       | Inha Babakova · União Soviética                                            | 1.96     |
| Salto em distância  | Jackie Joyner-Kersee · Estados Unidos                                                      | 7.32     | Heike Drechsler · Alemanha                                                                  | 7.29       | Larisa Berezhnaya · União Soviética                                        | 7.11     |
| Arremesso de peso   | Huang Zhihong · China                                                                      | 20.83    | Natalya Lisovskaya · União Soviética                                                        | 20.24      | Svetlana Krivelyova · União Soviética                                      | 20.16    |
| Lançamento de disco | Tsvetanka Khristova · Bulgária                                                             | 71.02    | Ilke Wyludda · Alemanha                                                                     | 69.12      | Larisa Mikhalchenko · União Soviética                                      | 68.26    |
| Lançamento de dardo | Xu Demei · China                                                                           | 68.78    | Petra Meier · Alemanha                                                                      | 68.68      | Silke Renk · Alemanha                                                      | 66.80    |
| Heptatlo            | Sabine Braun · Alemanha                                                                    | 6672     | Liliana Nastase · Roménia                                                                   | 6493       | Irina Belova · União Soviética                                             | 6448     |